# 초피나무속
초피나무속(학명: Zanthoxylum)은 운향과에 속하는 식물 속이다. 전 세계적으로 따뜻한 온대 및 아열대 지역에 자생한다. 낙엽 및 상록수이고, 관목 및 덩굴식물로 약 250종을 포함하고 있다. 운향아과에 속하는 초피나무족의 모식속이다. 일부 종은 속명이 암시하는 것처럼 노란색 심재를 가지고 있다.

## 일부 종
| - Z. acanthopodium - 머귀나무(Z. ailanthoides) - Z. americanum - Z. bifoliolatum - Z. bungeanum - Z. caribaeum - Z. clava-herculis - 왕초피나무(Z. coreanum) - Z. coriaceum - Z. dipetalum - 야생라임(Z. fagara) - 좀머귀나무(Z. fauriei) - 서인도새틴우드(Z. flavum) - Z. hawaiiense - Z. hirsutum | - Z. kauaense - Z. martinicense - Z. monophyllum - Z. oahuense - 초피나무(Z. piperitum) - 털초피나무(Z. p. for. pubescens) - 개산초나무(Z. planispinum) - Z. punctatum - Z. rhetsa - 산초나무(Z. schinifolium) - 좀산초나무(Z. s. for. microphyllum) - 민산초나무(Z. s. var. inermis) - Z. simulans - Z. spnifex - Z. thomasianum |